# Дополнительные цвета
Дополнительные и основные, взаимодополнительные цвета — пары цветов (тонов хроматического спектра), оптическое смешение которых приводит к формированию психологического ощущения ахроматического тона (чёрного, белого или серого). Синоним понятия — противоположные цвета. Термин «дополнительный цвет» тесно связан с введённым в колориметрию понятием основные цвета. В цветовом круге, впервые разработанном немецким художником Ф. О. Рунге в 1809 году, показано расположение противоположных тонов: красный — зелёный, оранжевый — голубой, жёлтый — коричневый , красный — серый. В каждой паре один цвет тёплый, другой — холодный. Расположенные рядом, они усиливают друг друга. На этом оптическом свойстве основана цветовая гармония, достигаемая с помощью нюансировки тёпло-холодных отношений, и возможность для живописца сравняться с природой в насыщенности и яркости тонов, поскольку светосила красок намного слабее соответствующих хроматических тонов (цветов) в природе. Поэтому одна из основ профессионального отношения к живописи — учитывание различий оптических и эстетических свойств цвета и краски. Каждая пара дополнительных цветов включает один из основных тонов спектра (их невозможно получить смешением красок): красный, жёлтый и синий. Другой тон каждой пары является производным от их смешения. Таким образом в каждой паре есть общий полутон, благодаря которому и возникает цветовая гармония или «хроматическая гамма». Темперированный хроматический ряд в живописи сродни понятию музыкальной гармонии.
Однако существуют принципиальные различия взаимодействия дополнительных цветов в оптике и живописи. В оптике действует принцип аддитивного (слагательного) смешения длин световых волн. Живописец использует противоположный — субтрактивный (вычитательный) способ смешения цветов, основанный на различиях степени отражающей способности окрашенной поверхности, когда один цвет частично поглощается, а другой в большей степени отражается поверхностью холста, бумаги или дерева. Другими словами живописец имеет дело не с потоками света непосредственно, а с красками, имеющими собственные физические и химические характеристики. Именно поэтому оптическое смешение дополнительных цветов даёт белый тон, а аналогичное смешение красок — грязно-серый. Живописцы также хорошо знают, что по той же причине смешивать на палитре более двух-трёх красок нежелательно, поскольку тоже получается грязь. Эти различия, в частности, объясняют все неудачи с созданием светомузыкального искусства, поскольку простая синхронизация окрашенного света, звука и краски на основе длин световых волн и гармонизации тональных интервалов оказывается невозможной.

## Общая информация
При совместном действии потока фотонов равной интенсивности всех длин волн видимого спектра на зрительный аппарат человека возникает ощущение белого, неокрашенного света.
Таким образом, совместное действие световых потоков, вызывающих ощущение соответствующих спектрального и дополнительного к спектральному цветов, вызывает ощущение белого цвета. Этим обуславливается термин «дополнительный цвет».
Дополнительные цвета являются смешанными цветами, так как их ощущение вызывается совместным действием монохроматических лучей, порознь вызывавших бы ощущения своих спектральных цветов.

## Поиск дополнительных цветов на цветовом круге
Цветовой круг позволяет быстро найти дополнительный цвет к спектральным. Типичные сочетания — синий и оранжевый, красный и зелёный.

### Первичныеи вторичные цвета
В системе RGB триаде красный — зелёный — синий соответствует триада циан — пурпурный — жёлтый. В CMYK, наоборот, триаде циан — пурпурный — жёлтый соответствует триада красный — зелёный — синий.
Подробнее:
- красный и циан ( red — cyan ). Циан — сине-зелёный цвет.
- зелёный и пурпурный ( green — magenta ). Пурпурный или маджента — смесь красного и синего.
- синий и жёлтый ( blue — yellow ).

Излучения, составляющие дополнительные цвета, могут иметь различный спектральный состав (см. Метамерия).
Для механического получения дополнительного цвета использовали специальные непоглощающие светоделительные зеркала.
В системе RYB (основная триада: красный — жёлтый — синий) понятия и соотношения основных и дополнительных цветов иные:
- красный — зелёный
- жёлтый — фиолетовый
- синий — оранжевый

## Практическое применение дополнительных цветов
В графическом и коммуникативном дизайне, при создании рекламы широко используются эффекты, связанные с психологической оценкой цветов как дополнительных. Сочетания дополнительных цветов воспринимаются человеком как гармоничные. Используются следующие основные свойства дополнительных цветов:
- высокая контрастность (взаимное усиление насыщенности и яркости);
- целостность композиции, если цвета взяты в правильных пропорциях;
- психологическая активность (привлечение внимания);
- эффект динамичности за счёт тепло-холодных отношений[6].

Также принцип дополнительных цветов используется при создании очков, предназначенных для просмотра анаглифов. При просмотре специально подготовленного изображения через светофильтры дополнительных цветов создаётся эффект объёмного изображения.